# 陈荣驾
陈荣驾（1933年10月—），男，籍貫台湾台南，中华人民共和国政治人物，台湾民主自治同盟中央委员会原常务委员，台湾民主自治同盟云南省委员会原主任委员，第六、七、八、九届全国政协委员。